# بشار المناوري
بشار عبيد المناوري (مواليد 20 يناير 1998) هو لاعب كرة قدم قطري من أصل عماني يلعب في خط الوسط لعب سابقاً مع نادي الشحانية.